# 21e étape du Tour de France 1994
Pour un article plus général, voir Tour de France 1994.
La 21e étape du Tour de France 1994 a lieu le 24 juillet 1994 entre le parc d'attractions d'Euro Disney (ville nouvelle de Marne-la-Vallée) et l'avenue des Champs-Élysées à Paris sur une distance de 175 km. Elle est remportée par Eddy Seigneur.

## Parcours
C'est la première fois que le Tour de France fait étape à Euro Disney, inauguré deux ans plus tôt. Le parcours traverse, comme de coutume, la région parisienne, passant au sud de la capitale en traversant les départements de la Seine-et-Marne et de l'Essonne jusqu'aux Yvelines, avant de s'orienter vers Paris en passant par les Hauts-de-Seine. Durant l'étape, trois côtes répertoriées en 4e catégorie doivent être escaladées par les coureurs, et deux sprints intermédiaires sont disputés à Tournan-en-Brie et en haut des Champs-Élysées. Le circuit final, dans la capitale, est à parcourir à huit reprises par les coureurs.

## La course
Comme il en a l'habitude sur la dernière étape du Tour, le peloton roule à faible allure durant toute la première partie de l'étape, et s'arrête même sous un pont, durant la traversée de l'Essonne, pour s'abriter d'un violent orage. Le peloton entre groupé dans Paris, et il faut attendre le second tour du circuit final pour voir une échappée se dessiner. Cinq coureurs attaquent : Frankie Andreu, Bo Hamburger, Artūras Kasputis, Jörg Müller et Eddy Seigneur. Le peloton leur accorde une avance maximale de 55 secondes, mais ne parvient pas suffisamment à s'organiser pour parvenir à combler cet écart. Pour la première fois depuis 1987, la victoire de cette dernière étape n'est pas attribuée à l'issue d'un sprint massif.
Frankie Andreu attaque à la sortie du tunnel de l'avenue du Général-Lemonnier, à deux kilomètres de l'arrivée. Il distance ses compagnons d'échappée, parmi lesquels Eddy Seigneur tente une contre-attaque dans la rue de Rivoli, sous la flamme rouge. Seigneur revient peu à peu sur Andreu, puis le passe dans la ligne droite finale, pour s'adjuger l'unique victoire d'étape de sa carrière sur le Tour de France. Il est le premier français à s'imposer sur les Champs-Élysées depuis Bernard Hinault en 1982,,. Miguel Indurain, lui, remporte son quatrième Tour de France.

## Classement de l'étape
| Classement de la 21e étape | Classement de la 21e étape | Classement de la 21e étape | Classement de la 21e étape | Classement de la 21e étape |
|                            | Coureur                    | Pays                       | Équipe                     | Temps                      |
| -------------------------- | -------------------------- | -------------------------- | -------------------------- | -------------------------- |
| 1er                        | Eddy Seigneur              | France                     | GAN                        | en 4 h 43 min 34 s         |
| 2e                         | Frankie Andreu             | États-Unis                 | Motorola                   | + 3 s                      |
| 3e                         | Bo Hamburger               | Danemark                   | TVM-Bison Kit              | + 6 s                      |
| 4e                         | Jörg Müller                | Suisse                     | Mapei-CLAS                 | + 6 s                      |
| 5e                         | Artūras Kasputis           | Lituanie                   | Chazal-MBK                 | + 25 s                     |
| 6e                         | Djamolidine Abdoujaparov   | Ouzbékistan                | Polti-Vaporetto            | + 25 s                     |
| 7e                         | Viatcheslav Ekimov         | Russie                     | Wordperfect-Colnago-Decca  | + 27 s                     |
| 8e                         | Silvio Martinello          | Italie                     | Mercatone Uno-Medeghini    | + 29 s                     |
| 9e                         | Ángel Edo                  | Espagne                    | Kelme-Avianca-Gios         | + 29 s                     |
| 10e                        | Olaf Ludwig                | Allemagne                  | Telekom-Merckx             | + 29 s                     |
| modifier                   |                            |                            |                            |                            |

## Classement général
| Classement général après la 21e étape | Classement général après la 21e étape | Classement général après la 21e étape | Classement général après la 21e étape | Classement général après la 21e étape |
|                                       | Coureur                               | Pays                                  | Équipe                                | Temps                                 |
| ------------------------------------- | ------------------------------------- | ------------------------------------- | ------------------------------------- | ------------------------------------- |
| 1er                                   | Miguel Indurain                       | Espagne                               | Banesto                               | en 103 h 38 min 38 s                  |
| 2e                                    | Piotr Ugrumov                         | Lettonie                              | Gewiss-Ballan                         | + 5 min 39 s                          |
| 3e                                    | Marco Pantani                         | Italie                                | Carrera-Tassoni                       | + 7 min 19 s                          |
| 4e                                    | Luc Leblanc                           | France                                | Festina-Lotus                         | + 10 min 3 s                          |
| 5e                                    | Richard Virenque                      | France                                | Festina-Lotus                         | + 10 min 10 s                         |
| 6e                                    | Roberto Conti                         | Italie                                | Lampre-Panaria                        | + 12 min 29 s                         |
| 7e                                    | Alberto Elli                          | Italie                                | GB-MG Boys Maglificio                 | + 20 min 17 s                         |
| 8e                                    | Alex Zülle                            | Suisse                                | ONCE                                  | + 20 min 35 s                         |
| 9e                                    | Udo Bölts                             | Allemagne                             | Telekom-Merckx                        | + 25 min 19 s                         |
| 10e                                   | Vladimir Poulnikov                    | Ukraine                               | Carrera-Tassoni                       | + 25 min 28 s                         |
| modifier                              |                                       |                                       |                                       |                                       |

## Classements annexes

### Classement par points
| Classement par points | Classement par points    | Classement par points | Classement par points   | Classement par points |
| --------------------- | ------------------------ | --------------------- | ----------------------- | --------------------- |
|                       | Coureur                  | Pays                  | Équipe                  | Point(s)              |
| 1er                   | Djamolidine Abdoujaparov | Ouzbékistan           | Polti-Vaporetto         | 322 points            |
| 2e                    | Silvio Martinello        | Italie                | Mercatone Uno-Medeghini | 273 pts               |
| 3e                    | Ján Svorada              | Slovaquie             | Lampre-Panaria          | 230 pts               |
| modifier              |                          |                       |                         |                       |

### Classement du meilleur grimpeur
| Classement du meilleur grimpeur | Classement du meilleur grimpeur | Classement du meilleur grimpeur | Classement du meilleur grimpeur | Classement du meilleur grimpeur |
| ------------------------------- | ------------------------------- | ------------------------------- | ------------------------------- | ------------------------------- |
|                                 | Coureur                         | Pays                            | Équipe                          | Point(s)                        |
| 1er                             | Richard Virenque                | France                          | Festina-Lotus                   | 392 points                      |
| 2e                              | Marco Pantani                   | Italie                          | Carrera-Tassoni                 | 243 pts                         |
| 3e                              | Piotr Ugrumov                   | Lettonie                        | Gewiss-Ballan                   | 219 pts                         |
| modifier                        |                                 |                                 |                                 |                                 |

### Classement du meilleur jeune
| Classement général du meilleur jeune | Classement général du meilleur jeune | Classement général du meilleur jeune | Classement général du meilleur jeune | Classement général du meilleur jeune |
|                                      | Coureur                              | Pays                                 | Équipe                               | Temps                                |
| ------------------------------------ | ------------------------------------ | ------------------------------------ | ------------------------------------ | ------------------------------------ |
| 1er                                  | Marco Pantani                        | Italie                               | Carrera-Tassoni                      | en 103 h 45 min 57 s                 |
| 2e                                   | Richard Virenque                     | France                               | Festina-Lotus                        | + 2 min 51 s                         |
| 3e                                   | Bo Hamburger                         | Danemark                             | TVM-Bison Kit                        | + 36 min 25 s                        |
| modifier                             |                                      |                                      |                                      |                                      |

### Classement par équipes
| Classement par équipes | Classement par équipes | Classement par équipes | Classement par équipes |
|                        | Équipe                 | Pays                   | Temps                  |
| ---------------------- | ---------------------- | ---------------------- | ---------------------- |
| 1re                    | Festina-Lotus          | France                 | en 311 h 28 min 53 s   |
| 2e                     | Gewiss-Ballan          | Italie                 | + 42 min 57 s          |
| 3e                     | Mapei-CLAS             | Espagne                | + 44 min 38 s          |
| modifier               |                        |                        |                        |